# ميلوش فورمان
يان توماس فورمان (بالتشيكية: Jan Tomáš Forman) ويشتهر باسم ميلوش فورمان (بالتشيكية: Miloš Forman) ا (19 فبراير 1932- 13 أبريل 2018)، هو مخرج وممثل وسيناريست وأستاذ جامعي أمريكي تشيكي، كان يعد أحد مخرجي «الموجة التشيكية الجديدة» في السينما فترة الستينات.
هاجر إلى أمريكا أوائل السبعينات، وأصبح أستاذ السينما في جامعة كولومبيا، ورئيسا مشاركا لقسم التصوير، وتعد أشهر أفلامه طار فوق عش المجانين (1975) وفيلم أماديوس (1984) والتي حصد من خلالهما على جائزتي الأوسكار لأفضل مخرج، كما حصل فورمان أيضاً على 3 جوائز جولدن جلوب وجائزة البافتا.
اعتزل العمل الفني في عام 2011 وتوفي في أبريل 2018 في ولاية كونيتيكيت بالولايات المتحدة بعد صراع مع المرض.

## نشأته
ولد فورمان في قرية تشاسلاف في إقليم بوهيميا الوسطى في تشيكوسلوفاكيا، أو ما يعرف الآن باسم جمهورية التشيك، من أب يهودي، وأم مسيحية بروتستانتية. تيتم صغيرا قبل العاشرة، نتيجة موت والده في معسكر اعتقال تورينغن بسبب انضمامه للمقاومة التشيكية ضد الاحتلال الألماني لتشيكوسلوفاكيا، وسجنت والدته أيضا وتوفيت في معسكر اعتقال أوشفيتز. كتب فورمان في مذكراته، أن عمليات القتل تمت على يد الألمان، ويذكر فورمان أنه لم يكن يعرف بالضبط ما حصل لوالديه إلى أن شاهد أشرطة معسكرات الاعتقال -التي عرضت بعد نهاية الحرب- حين أصبح في ال16 من عمره.

## حياته المهنية
التحق فورمان بعد الحرب، بمعهد الملك جورج العام، في مدينة المنتجعات بوديبرادي (50 كم شرق العاصمة براغ). وفيها كان زميلا لفاتسلاف هافيل، والأخوان ميشين (المعارضين للدولة الشيوعية). اتجه بعدها إلى أكبر مدرسة للفنون في التشيك أكاديمية الفنون المسرحية في براغ (التي تخرج منها مخرجون مثل جان نيميك وأمير كوستوريتسا) لدراسة كتابة السيناريو. في الستينات أخرج وكتب عددا من الأفلام الكوميدية التشيكية في تشيكوسلوفاكيا. عندما قام الإتحاد السوفيتي وحلف وارسو، بغزو براغ عام 1968، وقّع في باريس أول عقد لإنتاج الفيلم الأمريكي الأول له.
طرد فورمان من الاستوديو الذي كان يعمل فيه في التشيك بحجة أنه يعمل بشكل غير قانوني خارج البلاد. فغادر أوروبا إلى أمريكا. انتقل بعدها إلى نيويورك، وأصبح أستاذ السينما في جامعة كولومبيا، ورئيسا مشاركا لقسم التصوير مع أستاذه السابق المخرج التشيكي المعروف فرانتيسيك دانيال. من أشهر طلابه المخرج جيمس مانغولد الذي درس عند فورمان كتابة السيناريو.
أخرج فورمان أول أفلامه في أمريكا عام 1971، الفيلم الكوميدي «الإقلاع»، الذي الذي يحكي قصة زوجين متوسطي الحال في ضواحي مدينة نيويورك تهرب ابنتهما المراهقة من المنزل، ويلتقي الزوجان مع آباء لأطفال آخرين هاربين، ويتعلمون شيئا عن ثقافة الشباب. حصل الفيلم على الجائزة الكبرى لمهرجان كان ذلك العام.
وصل فورمان إلى قمة النجاح والشهرة بعد إخراجه للفيلم المقتبس من رواية الكاتب كين كيسي الشهيرة وطار فوق عش المجانين، الذي حصد جوائز الأوسكار الخمس الكبرى، أفضل فيلم، أفضل مخرج، أفضل ممثل، أفضل ممثلة، أفضل سيناريو. ولم يحقق مثل هذا الإنجاز إلا فيلمان آخران هما: حدث ذات ليلة (1934) وصمت الحملان (1991).
في عام 1977 حصل فورمان على الجنسية الأمريكية. لم تكن رواية كيسي آخر نجاحات فورمان، فنفذ بعدها فيلمه أماديوس عام 1984 عن قصة حياة موزارت، والذي فاز بثمانية أوسكارات. ثم العالم ضد لاري فلينت عام 1997 عن ناشر المجلات الإباحية لاري فلينت، الذي فاز بجائزة في مهرجان برلين.
رغم هجرته إلا أن أفلام فورمان الأولى، ما زالت ذات شعبية في التشيك. وفي عام 1997، حصل على جائزة الكرة الكريستالية، من مهرجان كلافوري فاري السينمائي، عن مجمل أعماله السينمائية.

## حياته الشخصية
لديه ابنان بيتر فورمان، وماتي فورمان، وهما أيضا ممثلان مسرحيان وسينمائيان.

## قائمة الأفلام
| السنة | الفيلم               | تأليف                               | النوع        | ملاحظات                                     |
| ----- | -------------------- | ----------------------------------- | ------------ | ------------------------------------------- |
| 1964  | بيتر الأسود          |                                     | كوميدي درامي |                                             |
| 1965  | من يحب الشقراء       | رشح لأوسكار أفضل فيلم أجنبي         | كوميدي درامي |                                             |
| 1967  | حفل رجال الإطفاء     | رشح لأوسكار أفضل فيلم أجنبي         | كوميدي درامي |                                             |
| 1971  | إقلاع                | رشح لست جوائز بافتا وللسعفة الذهبية | كوميدي درامي |                                             |
| 1975  | طار فوق عش المجانين  |                                     | دراما        |                                             |
| 1979  | شعر                  |                                     | غنائي        | فاز بجائزة الأكاديمية الإيطالية             |
| 1981  | راجتايم              |                                     | دراما        | عن رواية لإدغار دوكتورو، رشح لثمان أوسكارات |
| 1984  | أماديوس              |                                     | دراما        |                                             |
| 1989  | فالومونت             |                                     | دراما        | عن رواية العلاقات الخطرة                    |
| 1996  | العالم ضد لاري فلينت |                                     | سيرة ذاتية   | فاز بجائزتي غولدن غلوب                      |
| 1999  | رجل على القمر        |                                     | سيرة ذاتية   |                                             |
| 2006  | أشباح غويا           |                                     | تاريخي       | من قصة حياة فرانثيسكو غويا                  |

## الجوائز

### الترشيحاتلجائزة الاوسكار
- عام 1976 عن فيلم One Flew Over the Cuckoo's Nest وفاز بها
- عام 1985 عن فيلم Amadeus وفاز بها
- عام 1997 عن فيلم الشعب ضد لاري فلينت

### الترشيحاتلجائزة الجولدن جلوب
- عام 1976 عن فيلم One Flew Over the Cuckoo's Nest وفاز بها
- عام 1982 عن فيلم Ragtime
- عام 1985 عن فيلم Amadeus وفاز بها
- عام 1997 عن فيلم الشعب ضد لاري فلينت وفاز بها

## وفاته
توفي في 13 أبريل 2018 عن عمر يناهز 86 عاماً بعد فترة قصيرة من المرض.

## وصلات خارجية

### بالعربية
- ميلوش فورمان يتحدث عن «رجل على القمر»، مقابلة مع جريدة الحياة
- ميلوش فورمان: لا أحد أراد إنتاج فيلم عن موزارت في أمريكا، موقع إيلاف

### بالإنجليزية
- ميلوش فورمان على موقع IMDb (الإنجليزية)
- ميلوش فورمان على موقع الموسوعة البريطانية (الإنجليزية)
- ميلوش فورمان على موقع روتن توميتوز (الإنجليزية)
- ميلوش فورمان على موقع مونزينجر (الألمانية)
- ميلوش فورمان على موقع قاعدة بيانات الأفلام العربية
- ميلوش فورمان على موقع ألو سيني (الفرنسية)
- ميلوش فورمان على موقع تيرنر كلاسيك موفيز (الإنجليزية)
- ميلوش فورمان على موقع أول موفي (الإنجليزية)
- ميلوش فورمان على موقع قاعدة بيانات برودواي على الإنترنت (الإنجليزية)
- ميلوش فورمان على موقع قاعدة بيانات الأفلام السويدية (السويدية)
- قائمة بكتب ومقالات عن فورمان في موقع مركز دراسات جامعة كاليفورنيا (بركلي)
- ميلوش فورمان، بي بي سي الإخبارية، مارس 2001
- مقابلة مع ميلوش فورمان: الرجل المنطقي المدافع عن الفن
- سيرة ميلوش فورمان
- السياسة والجنس في أفلام فورمان